# Galluis
Galluis település Franciaországban, Yvelines megyében. Lakosainak száma 1281 fő (2022. január 1.). Galluis Boissy-sans-Avoir, Grosrouvre, Méré és La Queue-les-Yvelines községekkel határos.

## Népesség
A település népességének változása:
| Lakosok száma | 1136 | 1162 | 1213 | 1212 | 1218 | 1243 | 1246 | 1263 | 1281 |
|               | 2013 | 2015 | 2016 | 2017 | 2018 | 2019 | 2020 | 2021 | 2022 |